# قورباغه‌های داروین
قورباغه‌های داروین (نام علمی: Rhinoderma) نام یک سرده از راسته قورباغه است. این قورباغه‌های کوچک در ساحل جنوب غربی جنوب آمریکا پیدا می‌شود.
، معمولاً به عنوان قورباغه داروین شناخته شده است، یک خانواده از قورباغه‌های کوچک پیدا شده در ساحل جنوب غربی در جنوب غربی آمریکا است. جنس آرایه تک‌نمونه آن (Rhinoderma)، تنها دارای دو گونه است، که قورباغه (R. rufum) شیلی داروین آن بسیار در معرض خطر یا انقراض است و حتی ممکن است که تاکنون منقرض شده باشد. گونهٔ قورباغه داروین که بهتر شناخته شده (R. darwinii) نیز از این نظر آسیب پذیر است.